# Sakari Ainali

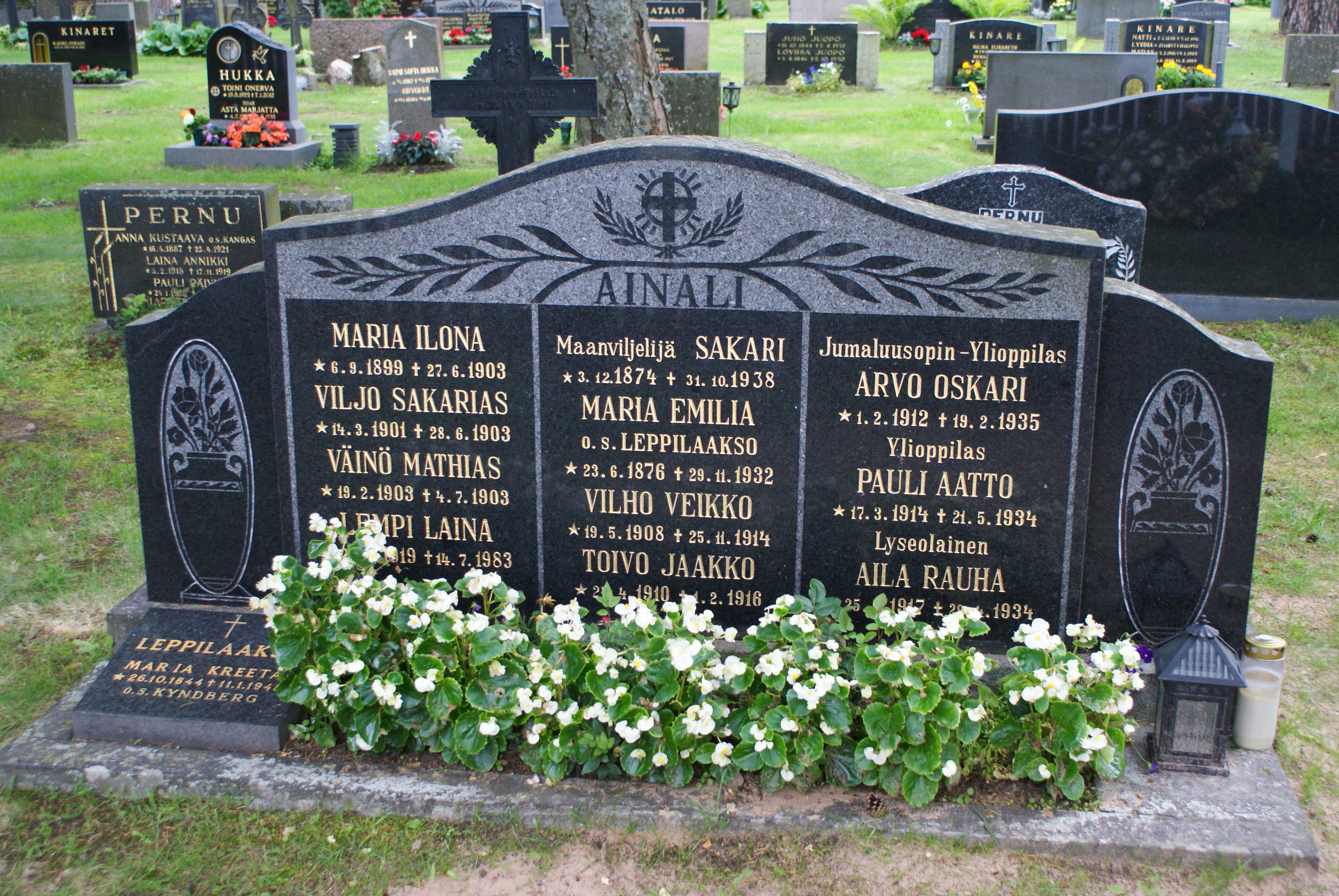
Sakari Ainalis grav på kyrkogården i Himango.

Sakari Ainali, född 3 mars 1874 i Himango, död 31 oktober 1938 i Oulais var en finländsk samlingspartistisk politiker. Han var invald i Finlands riksdag åren 1924–1929 och 1930–1933. Han gifte sig 3 december 1898 i South Dakota med Maria Emilia Leppilaakso.